# Christo Prodanow
Christo Prodanow, bułg. Христо Проданов (ur. 24 lutego 1943 w Karłowie, zm. 21 kwietnia 1984) – alpinista, himalaista, pierwszy bułgarski zdobywca ośmiotysięcznika oraz najwyższego szczytu świata, Mount Everestu, na którym zmarł podczas zejścia.

## Wykształcenie i zawód
Średnie wykształcenie zdobył w Technikum Mechanicznym, jego specjalnością zawodową była obróbka cieplna metali. W latach 1964–1966 uczył się w Wyższej Szkole Kultury Fizycznej, specjalizując się w turystyce i alpinizmie. Następnie przeniósł się do Wyższej Szkoły Chemiczno-Technologicznej, w której w 1972 roku ukończył specjalność metalurgia metali czarnych. Pracę zawodową rozpoczął w Kombinacie Metalurgicznym "Lenin" w Perniku, w 1976 roku przeniósł się Kombinatu Metalurgicznego "Kremikowci", gdzie pełnił funkcję inżyniera-metalurga.

## Wspinaczki
Zainteresowanie wspinaczką przejawiał od około dziesiątego roku życia. Z przyjaciółmi lub częściej samodzielnie zdobywał kolejne szczyty Starej Płaniny, m.in. najwyższy z nich – Botew (2376 m n.p.m.). W czasie nauki w Technikum Mechanicznym w Płowdiwie założył grupę alpinistyczną, z którą odbył wiele krajowych wypraw górskich oraz uczestniczył w letnich i zimowych kursach alpinizmu. Na przełomie lat 50. i 60. po raz pierwszy wziął udział we wspinaczkach zagranicznych: w Rumunii i, już jako członek narodowej drużyny alpejskiej, w Jugosławii (w Alpach Julijskich). W następnych latach kontynuował wspinaczkę w Bułgarii, pokonując wiele istniejących szlaków, jak również wyznaczając dziesiątki nowych. Był inicjatorem zimowych wypraw na drogi typu direttissima. Niektóre z przebytych przez niego szlaków nie zostały dotąd pokonane po raz drugi. W 1965 roku Prodanow odbył pierwszą wyprawę w Kaukaz, zdobywając m.in. Elbrus, a w 1967 reprezentował Bułgarię (wraz z Atanasem Kowandżiewem) na spotkaniu alpinistów w Chamonix, pokonując m.in. trawers na Mont Blanc, a także zdobywając Grandes Jorasses drogą przez północną ścianę.
W 1974 roku razem z Trifonem Dżambazowem zdobył w wyjątkowo trudnych warunkach (burze i huraganowe wiatry) jeden z najbardziej znanych szczytów świata, Matterhorn. Trzy lata później wraz z grupą przyjaciół wszedł na Petit Dru od północnej strony. W 1976 roku wziął udział w drugiej (pierwsza w 1971 roku, bez Prodanowa, była nieudana) bułgarskiej wyprawie na Noszak (7492 m n.p.m.). Sukces ekspedycji pozwolił mu wejść do wąskiego grona bułgarskich himalaistów. Następne swoje znaczące wspinaczki odbył w Pamirze, zdobywając pięciokrotnie Szczyt Lenina (7134 m n.p.m.), czterokrotnie Szczyt Korżeniewskiej (7105 m n.p.m.) i dwukrotnie Pik Komunizmu (7495 m n.p.m.). Ogółem dwanaście razy wchodził na siedmiotysięczniki, co pozostaje rekordem w historii bułgarskiego himalaizmu.
30 kwietnia 1981 roku Prodanow, wspinając się samodzielnie na szczyt Lhotse (8516 m n.p.m.), został pierwszym bułgarskim zdobywcą ośmiotysięcznika. Wyprawę, którą odbył bez użycia maski tlenowej, opisał później w książce Lhotse – 8516 m (bułg. Лхотце – 8516 м, wydawnictwo Medicina i Fizkultura, Sofia, 1982).
W kwietniu 1984 roku wyruszył na Mount Everest, najwyższą górę świata (8848 m n.p.m.). W wyprawie uczestniczyło kilka osób, jednak Prodanow wyprzedził pozostałych i rozbił obóz na wysokości 6050 m n.p.m., w którym grupa ponownie się zebrała. Na szczyt wyruszył tylko w towarzystwie jednego Szerpy, gdyż pozostali uczestnicy wyprawy nie zdecydowali się na wspinaczkę bez masek tlenowych, co dla Prodanowa było warunkiem kontynuowania wspinaczki. Na wysokości około 8400–8500 m n.p.m. zrezygnował również Szerpa, wobec czego Bułgar samodzielnie pokonywał ostatni odcinek drogi. Na szczyt dotarł 20 kwietnia o godzinie 18:10 miejscowego czasu i został tym samym pierwszym bułgarskim zdobywcą Mount Everestu. W drodze powrotnej zaginął, przypuszcza się, że jego ciało spoczywa na północnej stronie góry, na wysokości ok. 8700 m n.p.m.

## Ważniejsze osiągnięcia wspinaczkowe

### Ośmiotysięczniki
- Lhotse (8516 m) – 30 kwietnia 1981, samotnie, bez maski tlenowej, po raz pierwszy w historii bułgarskiego himalaizmu
- Mount Everest (8848 m) – 20 kwietnia 1984, samotnie, bez maski tlenowej, po raz pierwszy w historii bułgarskiego himalaizmu.

### Siedmiotysięczniki
- Szczyt Lenina (7134 m) – 6 sierpnia 1975, 28 lipca 1982, 5 sierpnia 1982, 13 lipca 1983, 2 sierpnia 1983
- Szczyt Komunizmu (7495 m) – 27 lipca 1980, 24 lipca 1983
- Szczyt Korżeniewskiej (7105 m) – 28 lipca 1979, 31 lipca 1979, 8 sierpnia 1982, 29 lipca 1983
- Noszak (7492 m) – 30 lipca 1976.

### Alpy
- Matterhorn (4471 m) (północna ściana) – 21–26 września 1974, wraz z Trifononem Dżambazowem, po raz pierwszy w historii bułgarskiego alpinizmu
- Grandes Jorasses (4208 m) (północna ściana, filar Walkera) – 30 lipca – 1 sierpnia 1967, wraz z Atanasem Kowandżijewem, po raz pierwszy w historii bułgarskiego alpinizmu
- Petit Dru (3733 m): Filar Bonattiego – 16–18 lipca 1967; route des Guides – 3–8 września 1977, po raz pierwszy i jedyny w historii bułgarskiego alpinizmu
- Mont Blanc (4807 m) (Centralny Filar Freney) – 15–16 lipca 1969, po raz pierwszy w historii bułgarskiego alpinizmu.

### Kaukaz
- Uszba (4710 m) (drogą przez tzw. Krzyż) – 25–28 lipca 1970, po raz pierwszy w historii bułgarskiego alpinizmu
- Szelda (4012) (trawers) – 24 lipca – 1 sierpnia 1973, po raz pierwszy i jedyny w historii bułgarskiego alpinizmu.